# Casa Lluch
La Casa Lluch és una torre modernista situada a Sant Cugat del Vallès, projectada l'any 1906 per l'arquitecte Eduard Maria Balcells i Buïgas de Barcelona. Es tracta d'una obra del municipi de Sant Cugat del Vallès (Vallès Occidental) inclosa en l'Inventari del Patrimoni Arquitectònic de Catalunya.

## Història
Junt amb la casa Armet i el Celler Cooperatiu és l'obra modernista més important del municipi. L'edifici, situat al començament de la carretera de la Rabassada en un terreny boscós al peu de la serra de Collserola, fou construït per encàrrec de Gabriel Lluch com a casa d'estiueig de la família Lluch, que anys després el va vendre a Robert Chaveaux Davin de Vasconcel, un escultor francès, amic d'Auguste Rodin, que va ampliar la torre a càrrec del mateix Balcells.
Es tracta d'una de les primeres obres de Balcells, que havia obtingut el títol d'arquitecte tot just l'any anterior. L'edifici, que amb merlets i finestres de caràcter gòtic sembla inspirat per un castell, exhibeix clares influències europees, especialment del secessionisme vienès. La façana combina falsos carreus de morter vermell, amb estucs blancs i ceràmica blava. Hi destaquen diferents treballs de ferro forjat.

## Descripció

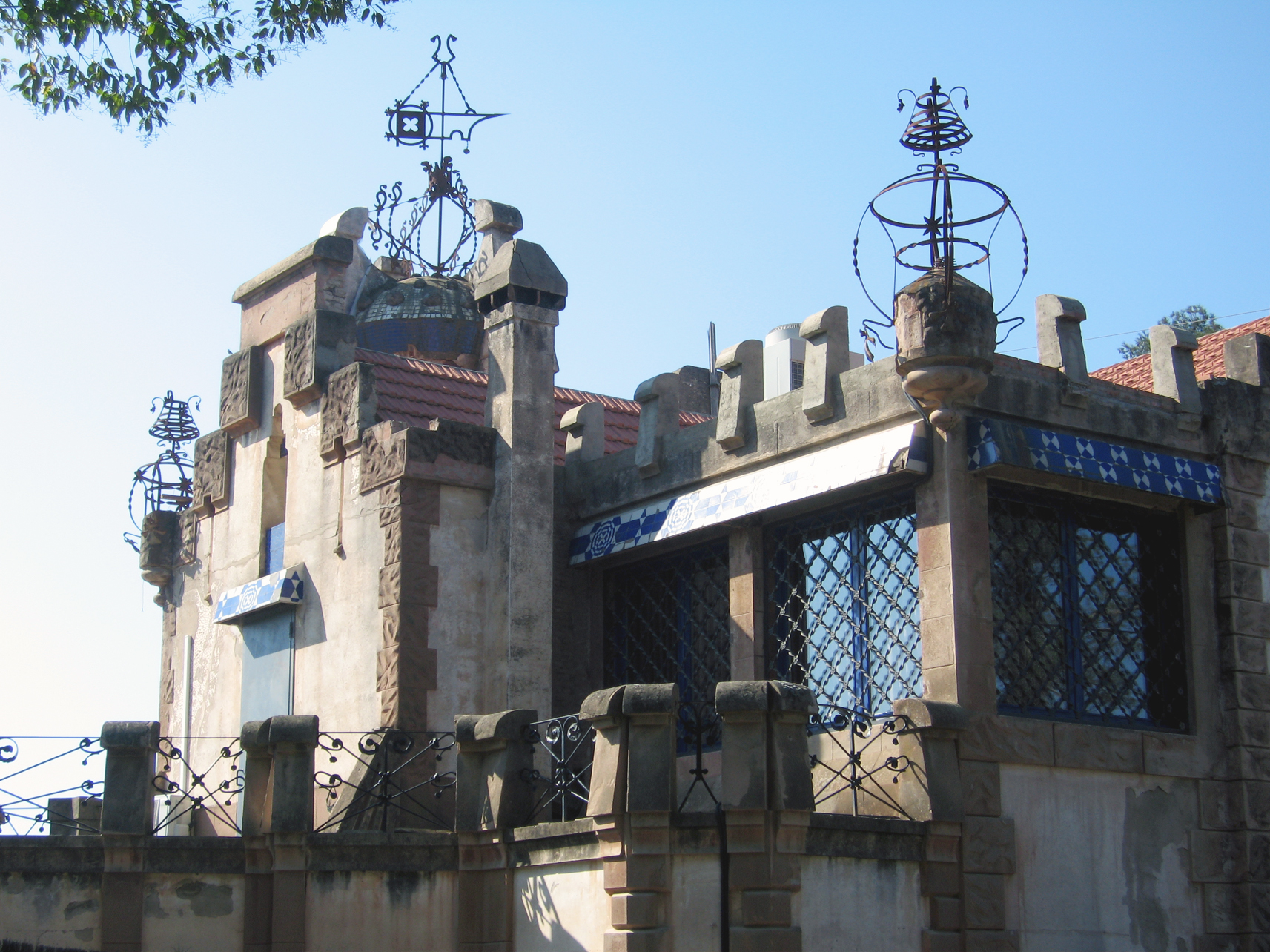
Part de la façana lateral

Tipus de petit palau amb tres plantes amb una superposició funcional característica dels palaus: planta baixa semienterrada aprofitant el desnivell natural del turó, plant pis amb rebedors, sales, saletes d'estança, menjador i biblioteca. Planta segona on hi ha els dormitoris i un segon pis on hi ha les golfes amb accés al terrat. La façana s'estructura a partir d'uns volums de cossos geomètrics dividits en tres parts diferenciades fent una portalada triangular amb llisa apuntada en la crugia central. A la part exterior hi ha combinació de majòliques de trencadís blanques i blaves combinades amb arrebossat blanc, totxo vist i estuc. Decoració de llums i reixes de ferro forjat.